# Сион, Георге
Георге Сион (Gheorghe Sion; 1822—1892) — молдавский, позднее румынский поэт, драматург, переводчик и мемуарист; академик.

## Биография
За стихотворение «Viitorul», направленное против России, был удалён со службы; в 1848 году ушел в Трансильванию, где принимал участие в национальной борьбе румын (см. Революция в Молдавском княжестве (1848) и Революции 1848 года в Дунайских княжествах).
В Бухаресте основал «Revista Carpaților» (1860); стал титулярным членом Румынской академии (1868). Вместе с Василе Урекя публиковал «Transacțiuni literare și științifice» (с 1872).

## Творчество
Кроме переводов, имевших огромное значение для румынской литературы и языка, Сиону принадлежат:
- сборники стихов:
  - «Ceasurile de mulţămire» (1843);
  - «Din poesiile mele» (1857);
  - «101 fabule» (1869);
- драма «La Plevna»,
- комедия «Candidat şdeputat»,
- очерки «Suveniri contemporane» (1888).